# 銳刺淺寄居蟹
銳刺淺寄居蟹（学名：Paragiopagurus acutus），又名銳刺鞭刺寄居蟹，为擬寄居蟹科淺寄居蟹屬下的一个种。